# Aichryson
Aichryson Webb & Berthel. é um género de plantas eudicotiledóneas pertencente à família Crassulaceae que agrupa cerca de 15 espécies de terófitas e nanofanerófitas suculentas subtropicais da Macaronésia. O género tem a sua máxima diversidade nas ilhas Canárias, mas está presente na Madeira, Açores e na região costeira de Marrocos. Uma espécie ocorre no sudoeste da Península Ibérica. Algumas espécies, resistentes à secura, são usadas como planta ornamental.

## Descrição
São plantas herbáceas anuais ou, mais raramente, perenes, com caules com ramificação geralmente dicotómica. As folhas são alternas, inteiras ou com a margem ligeiramente crenada, pecioladas ou, por vezes, sésseis, caducas, glabras ou pilosas. Inflorescência dicótoma na parte mais alta, geralmente terminal, laxa ou mais ou menos densa. As flores são de hexâmeras a decâmeras. As sépalas são fundidas até cerca de metade do seu comprimento, verdosas e ligeiramente carnudas. As pétalas são livres, linear-lanceoladas, de coloração amarela. Os estames são em número duplo do das pétalas. Os carpelos são parcialmente incluídos no receptáculo, em número igual ao das pétalas e sépalas. O fruto forma um polifolículo. As sementes são subcilíndricas a fusiformes, de coloração acinzentada. O número cromossómico n = 15, 17, 32, 34; 2n = 30.
As espécies de Aichryson não resistem às geadas estando por isso limitadas às regiões onde a temperatura não desce abaixo do ponto de congelação. Do ponto de vista morfológico o géneros está relacionado com Sempervivum, Jovibarba, Greenovia, Aeonium e Monanthes, o que pode ser aferido pela similaridade das suas flores.
Recentes estudos da filogenia das Crassulaceae indicam que Aichryson está estreitamente relacionado com Monanthes e Aeonium, sendo que estes dois géneros estão também largamente confinados ao arquipélago das Canárias. Os dois outros géneros de Crassulaceae que apresentam flores polimerosas (Sempervivum e Jovibarba) não são estreitamente aparentados com os três géneros canários.
Nas ilhas Canárias o centro de diversidade do género Aichryson, onde apresenta o maior número de espécies, é a ilha de La Palma.
Um estudo das relações filogenéticas entres a espécies de Aichryson revelou que as 5 subespécies de A. pachycaulon não constituem um agrupamento monofilético, existindo outras espécies que são parentes mais próximos de algumas delas, o que indica a eventual necessidade de erecção de novas espécies após mais estudos.
O género foi descrito por Philip Barker Webb e Sabin Berthelot e publicado em Histoire Naturelle des Îles Canaries 3(2.1): 180. 1840. A etimologia do nome genérico Aichryson deriva do grego clássico: aei, que significa "sempre" e chrysos, que significa "ouro", aludindo à coloração amarelo-ouro das flores, persistentes durante muito tempo.

## Espécies
O género Aichryson inclui um conjunto de espécies mal delimitado, parecendo formar nalguns casos (como em Aichryson pachycaulon) um ou mais complexos específicos ainda mal delimitados. The Plant List considera validamente descritas as seguintes espécies:
- Secção Aichryson
  - Aichryson bituminosum Bañares
  - Aichryson bollei Webb ex Bolle
  - Aichryson brevipetalum Praeger
  - Aichryson divaricatum (Aiton) Praeger
  - Aichryson dumosum (Lowe) Praeger
  - Aichryson laxum (Haw.) Bramwell
  - Aichryson pachycaulon Bolle (com 5 subespécies descritas):
    - Aichryson pachycaulon subsp. gonzalez-hernandezii
    - Aichryson pachycaulon subsp. immaculatum
    - Aichryson pachycaulon subsp. pachycaulon
    - Aichryson pachycaulon subsp. parviflorum
    - Aichryson pachycaulon subsp. praetermissum

  - Aichryson palmense Webb ex Bolle
  - Aichryson parlatorei Bolle
  - Aichryson porphyrogennetos Bolle
  - Aichryson punctatum (C.Sm. ex Link) Webb & Berthel.
  - Aichryson villosum (Aiton) Webb & Berthel.
  - Aichryson santamariensis M.Moura, Carine & M.Seq.
- Secção Macrobia
  - Aichryson bethencourtianum Bolle
  - Aichryson tortuosum (Aiton) Webb & Berthel.

São ainda reconhecidos os seguintes híbridos:
- Aichryson × bramwellii G.Kunkel
- Aichryson × intermedium Bramwell & G.D.Rowley
- Aichryson × praegeri G.Kunkel
- Aichryson × aizoides.

Foi recentemente reconhecida uma nova espécie, endemismo na ilha de Santa Maria, desagregada a partir da população de A. villosum, pelas suas características morfológicas e isolamento genético. A nova espécie recebeu o binome Aichryson santamariensis.

## Galeria

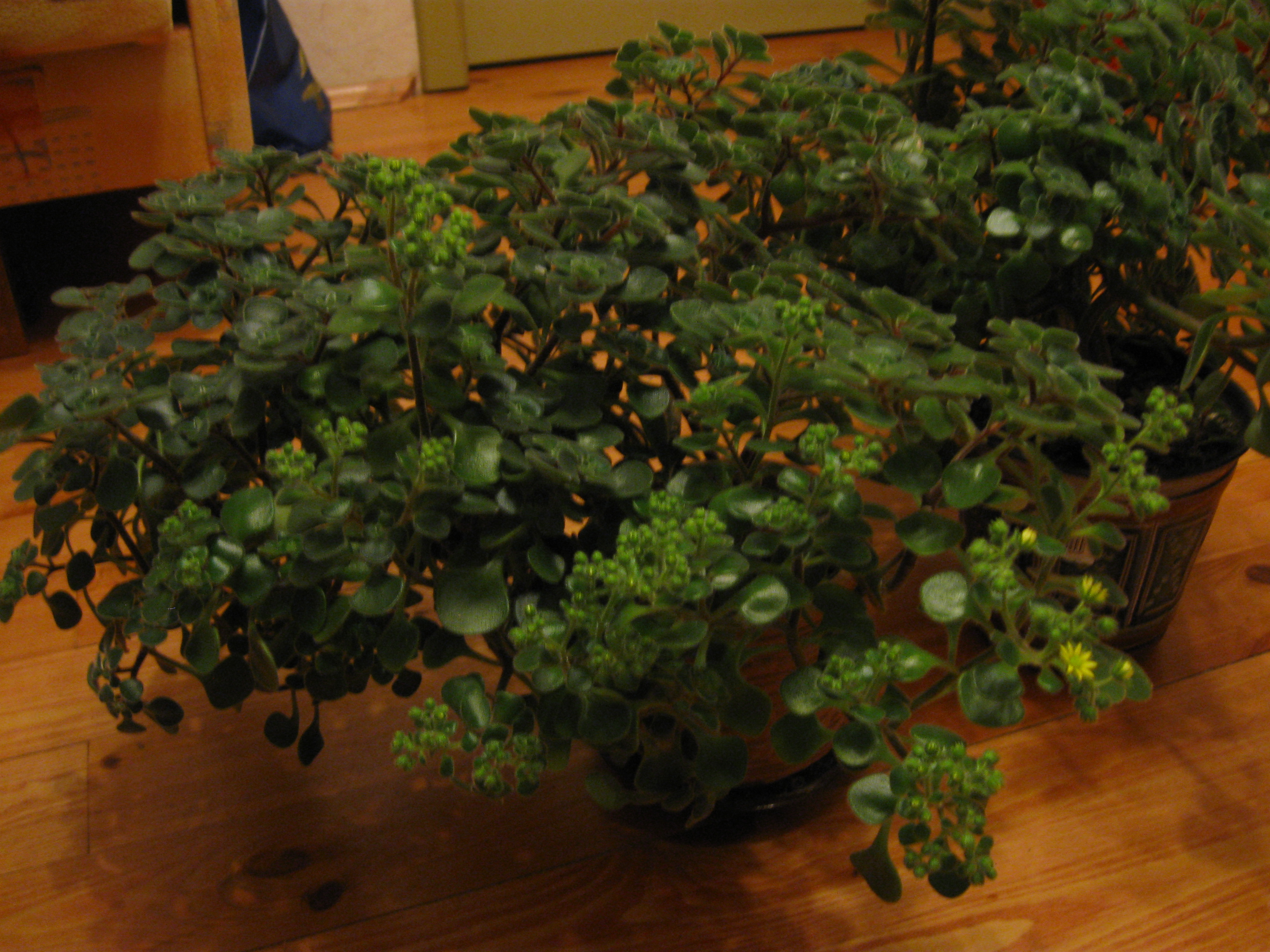
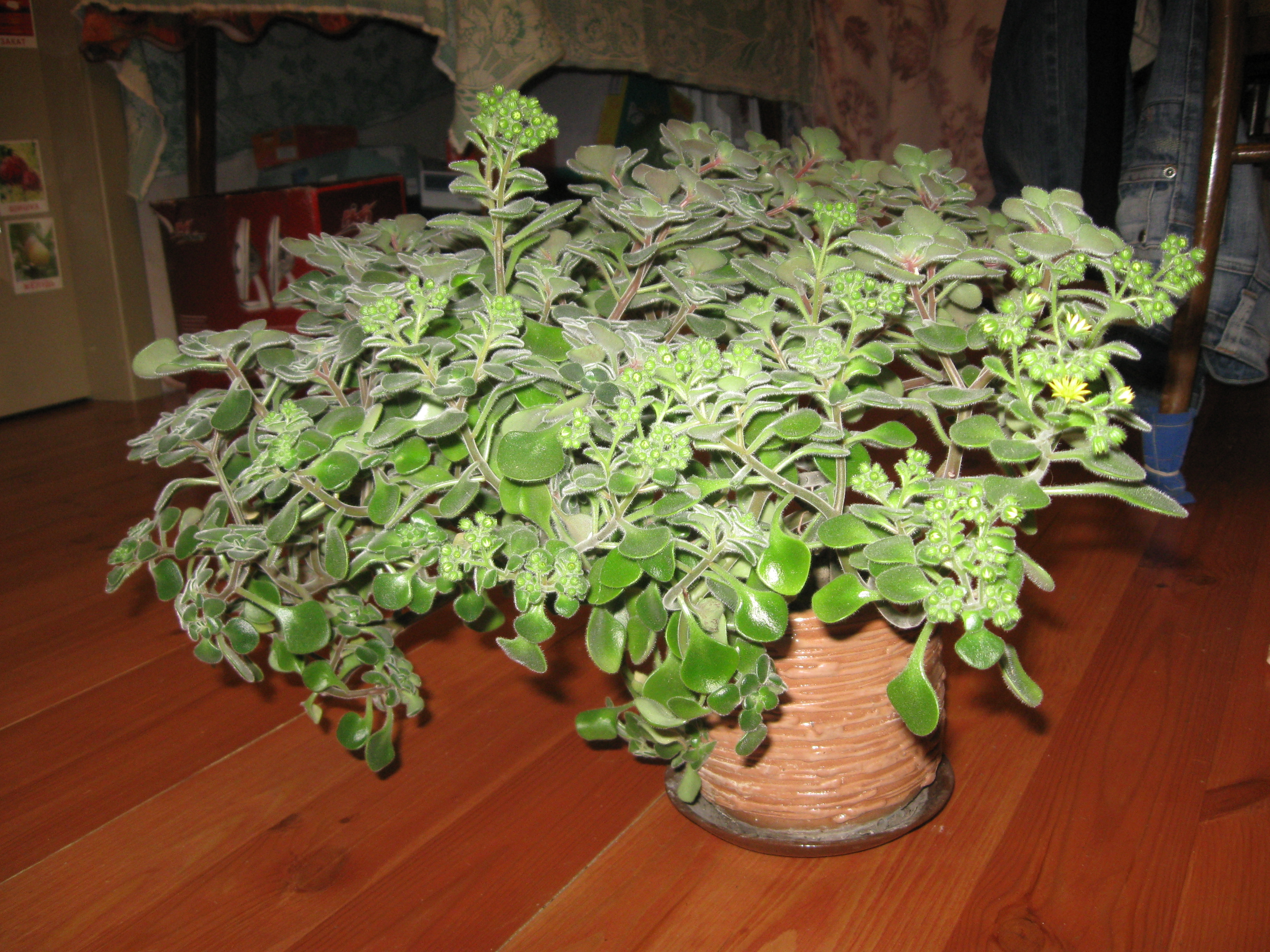
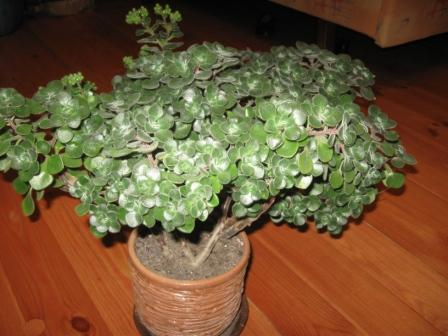
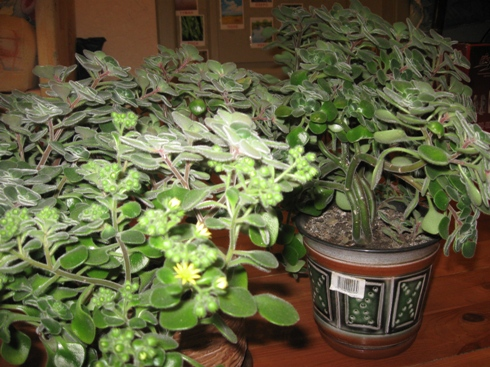
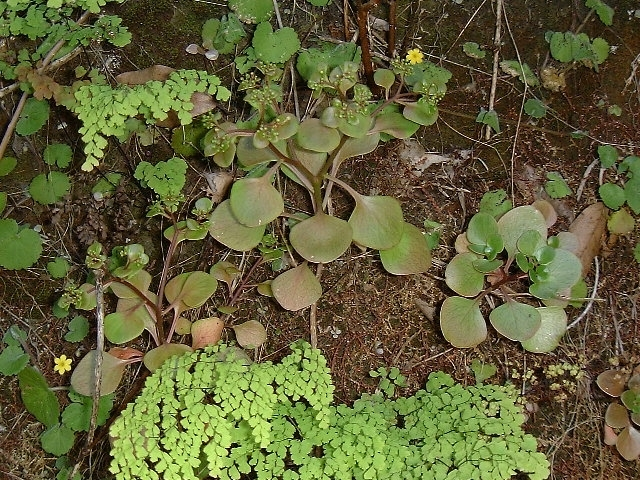
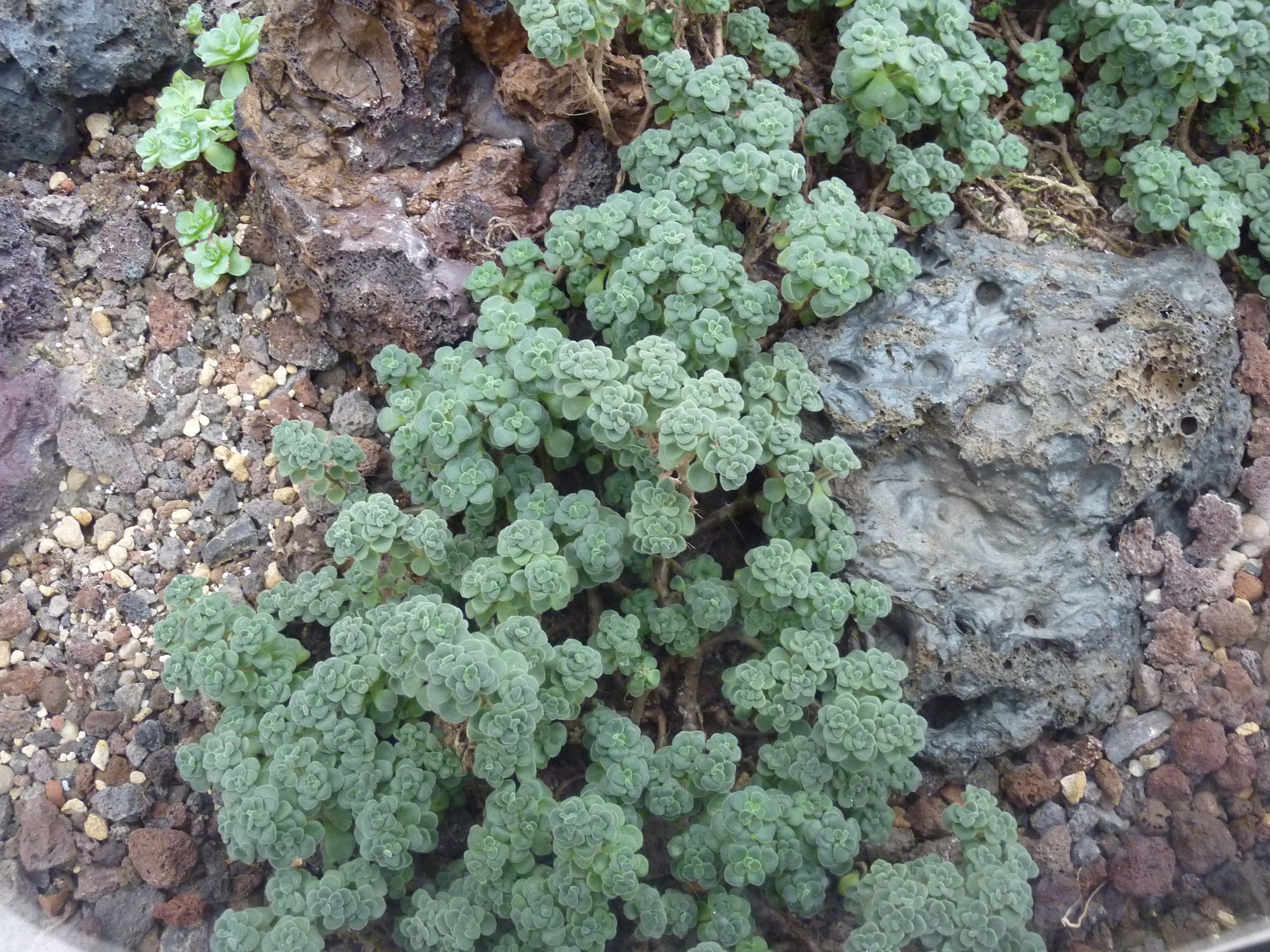
Aichryson bethencourtianum.
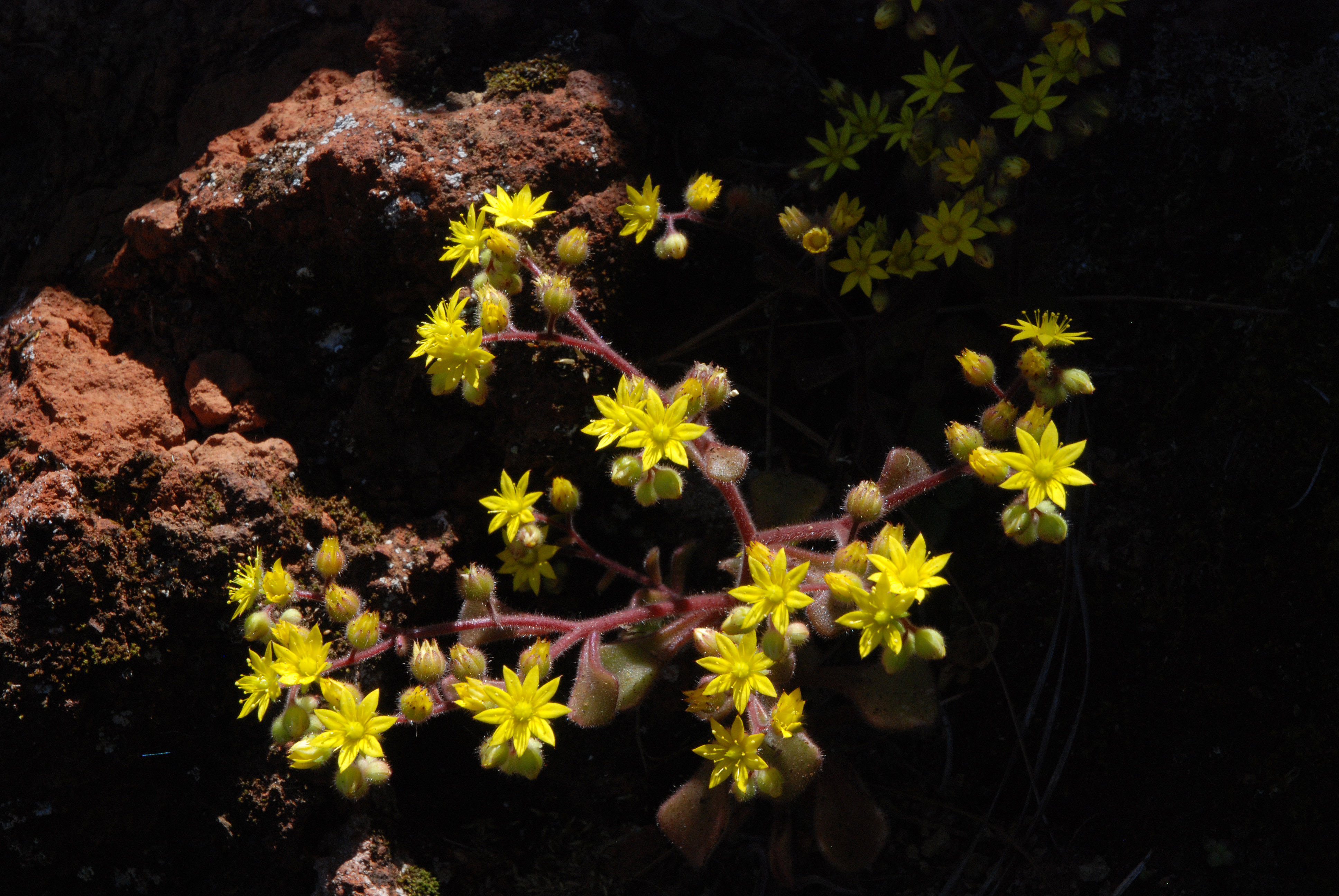
Aichrysum laxum.